# س. د. بليس
س. د. بليس (بالإنجليزية: C. D. Bliss)‏ هو لاعب كرة قدم أمريكية أمريكي، ولد في 16 يوليو 1870 في نيويورك في الولايات المتحدة، وتوفي في 26 مارس 1948 في هارتفورد في الولايات المتحدة.